# Vitalijus Butyrinas
 Vitalijus Butyrinas (30. května 1947, Kaunas – 30. října 2020, Vilnius) byl sovětský a litevský fotograf. Byl uznávaným klasikem sovětské a litevské fotografie. V roce 1976 dokončil studium fotografie, byl členem Mezinárodní federace fotografie, pracovník kultury Litevské SSR (1990) a od roku 1992 magister.

## Životopis
Narozen 30. května 1947 v Kaunasu. V roce 1965 tam absolvoval střední školu. V jedenácté třídě se začal zajímat o uměleckou fotografii. Poté, co sloužil v armádě, pracoval jako fotograf ve výzkumném ústavu.
Od roku 1970 byl členem Unie litevských fotografů.
Za účast a ocenění na mezinárodních soutěžích umělecké fotografie mu byl udělen čestný titul „Umělec Mezinárodní federace fotografického umění (AFIAP)“.

## Hlavní série
- Армейский дневник (1967–1968)
- Форма (1969)
- Сказка ночного леса (1972)
- Коллеги (1974–1983)
- Город (1973–1983)
- Сказки моря (1976)
- Terra Incognita (1974–1976)
- Рождение (1976)
- Мир волшебных сказок (1976)
- Воспоминания детства (1983)
- SOS (1983)
- Неринга (1983)
- Титаны (1983)
- Цивилизации (1983)
- Создание мира (1997)
- Армейский дневник (1967–1968)
- Форма (1969)
- Сказка ночного леса (1972)
- Коллеги (1974–1983)
- Город (1973–1983)
- Сказки моря (1976)
- Terra Incognita (1974–1976)
- Рождение (1976)
- Мир волшебных сказок (1976)
- Воспоминания детства (1983)
- SOS (1983)
- Неринга (1983)
- Титаны (1983)
- Цивилизации (1983)
- Создание мира (1997)

## Samostatné výstavy
- 1979 Výstavní síň Gdaňsk, Polsko
- 1979 Fotografická galerie (Galeria Fotografiki), Toruň, Polsko
- 1980 Dům umělců, Salcburk, Rakousko
- 1985 Fotografický festival, Arles, Francie
- 1985 Photo Gallery, Vilnius, Litva
- 1985 Dům fotografie, Plovdiv, Bulharsko
- 1985 Brennpunkt Galerie, Berlín, Německo
- 1986 Galerie fotografií, Paříž, Francie
- 1986 Galerie fotografie, Klaipeda, Litva
- 1986 Muzeum fotografie, Siauliai, Litva
- 1987 Preus Fotomuseum, Horten, Norsko
- 1987 Photo Gallery, Kaunas, Litva
- 1988 Muzeum fotografie, Lvov, Ukrajina
- 1989 Asahi Photo Gallery, Tokio, Japonsko
- 1994 Algimantas Gallery, Panevezius, Litva
- 2001 Prospektas Photo Gallery, Vilnius, Litva

## Vybrané skupinové výstavy
- 1972 Muzeum historie a etnografie, Leningrad, SSSR.
- 1979 FNAC-Montparnasse (FNAC-Montparnasse is), Paříž, Francie.
- 1980 Galerie fotografů, Londýn, Anglie.
- 1985 Fotografické centrum, Stockholm, Švédsko.
- 1987 Muzeum fotografie, Helsinky, Finsko.
- Výstava ekologické fotografie z roku 1988, Kek v galerii de Kök, Tallinn, Estonsko.
- Galerie fotografií 1988, Haag, Nizozemsko.
- 1997 L'Anne de l'Est, Musee d'Elyse, Lausanne, Švýcarsko.
- 1994 Galerie fotografie (Galeria Fotografii), Lodž, Polsko.
- 1997 Fotoforum Feldegg Galerie, Curych, Švýcarsko
- 2002 „Obrazy Litvy: fotografie od roku 1960 do současnosti“ – Leinwandhaus Galerie, Frankfurt nad Mohanem, Německo.
- 2003 „Baltic Photo Lens“ od Schloss Holligen, Bern, Švýcarsko.

## Ceny a ocenění
- 1983 Umělec Mezinárodní federace fotografického umění (AFIAP)
- 1990 Ctihodný pracovník kultury Litevské SSR
- 2002 Čestný člen Unie litevských fotografů

## Práce ve sbírkách
- Unie litevských fotografů ,
- Litevské muzeum umění (Vilnius),
- Muzeum fotografie, Siauliai, Litva;
- Francouzské muzeum fotografie (Musee Francais de la Photographie) Bevre, Francie;
- Národní knihovna (Bibliotheque Nationale) Paříž, Francie;
- Galerie Prakapas New York, USA;
- Modern Gallery (Moderna Galerija) Lublaň,
- Preus Fotomuseum, Horten, Norsko;
- Muzeum fotografie, Lvov Ukrajina.